# عادیات
عادیات یکصدمین سوره قرآن بر اساس ترتیب کنونی مصحف است. عادیات تنها نامی است که تمامی منابع از آن نام برده‌اند. آغاز سوره با سوگند است و از این نظر بیست و دومین سوره قرآن به‌شمار می‌آید. تمام آیاتش به یک‌باره نازل شده‌اند و جزء سوره‌های مفصّل قرآن و از نوع قصار آن است. در گزارش ترتیب نزول سوره‌ها، چهاردهمین سوره قرآن است که پیش از سوره کوثر و پس از سوره عصر نازل شده‌است.
دربارهٔ تعیین زمان نزول این سوره اختلافات بسیاری در میان مفسران وجود دارد. به سند روایاتی از مصادر حدیثی شیعه و برخی از منابع تفسیری اهل سنت، این سوره با توجه به نام آن و سوگندهایی که در آن وجود دارد، اشاره به یکی از جنگ‌های صدر اسلام می‌نماید. اگرچه در اکثر اقوال، سوره عادیات از سوره‌های مدنی قرآن محسوب شده و نزول آن در سال هشتم هجری و پس از سریه ذات السلاسل بوده‌است، اما نظراتی نیز مبنی بر مکی بودن این سوره مطرح شده‌است. به عقیده ماتریدی، ثعلبی، واحدی، بغوی، زمخشری، فخر رازی و ثعالبی از مفسران اهل سنت، در مکه نازل شده‌است. هرچند از میان آنها، فخر رازی بر اساس نقل روایات ناظر به مسئله جهاد، مدنی بودن آن را نیز بعید نمی‌داند. طبرسی و شیخ طوسی از دانشمندان شیعی، به نقل هر دو قول بدون ترجیح پرداخته‌اند. اما طباطبایی و مکارم شیرازی از مفسران معاصر شیعه، به دلیل آمدن توصیف صحنه‌هایی از میدان جهاد در آیات ابتدایی سوره، به نزول این سوره در مدینه و پس از سریه ذات السلاسل معتقدند.
به لحاظ محتوایی، سوره عادیات دارای سه بخش است که بخش اول آن شامل سوگندهای پنجگانه خداوند، بخش دوم دربردارنده پاسخ این سوگندها و سومین بخش مشتمل بر آیاتی است که به احوالاتی از عالم پس از مرگ و رستاخیز مردگان اشاره دارد. با توجه به مضامین سوره می‌توان گفت، هدف از سوره عادیات هشدار به انسان‌هایی است که به دلیل ناسپاسی در برابر پروردگارشان از او غافل شده‌اند و قرآن به این وسیله به آنها اعلام می‌کند که خداوند به حالشان در روز قیامت آگاه است و بدین ترتیب آنها را با ذکر معاد از غفلت و بی‌خبری دور می‌سازد. به‌طور کلی فضای نزول سوره عادیات دارای وحدت نزول و تک محوری است و آیاتش از لحاظ لفظ و اسلوب، محتوا و موضوع به هم وابسته و مرتبط هستند.
یافتن معنا و مصداق مناسبی برای کلمه «عادیات» در این سوره، از مهم‌ترین مباحث تفسیری سوره است که بسیاری از مفسران تلاش کرده‌اند به آن دست یابند. نتیجه تلاش آنها به دو معنا و مصداق منتهی شده‌است: اسبان جنگی و شتران حجاج. بر اساس این دو مفهوم، هر یک از مفسران شیعه و سنی تفسیر خاصی از سوره ارائه داده‌اند که  کاملاً جدا و متمایز از هم است. مفسران شیعی به نزول سوره در مدینه و پس از سریه ذات السلاسل معتقد شده‌اند و تعداد زیادی از مفسران اهل سنت نزول آن را در مکه می‌دانند و برای آن شأن نزول خاصی را گزارش نمی‌کنند. «کَنود» از الفاظ دیگر سوره است که معانی گوناگونی برای آن در منابع گزارش شده‌است. در کتاب قاموس قرآن به معنی بسیار ناسپاس و در مجمع البیان به معنای کفران نعمت‌های الهی آمده‌است. از معانی دیگر این لفظ زمینی که چیزی از آن نمی‌روید، عاصی و گناه‌کار و مرد بخیل بداخلاق است. در تفسیر کلمه «الخیر» نیز غالب مفسران آن را به معنای مال گفته‌اند که میبدی از مفسران اهل سنت، در تفسیرش در معنای آیه هشتم سوره چنین آورده‌است: انسان به خاطر دوستیِ مال است که بخل می‌ورزد. دو آیه پایانی سوره نیز با تأکید بر عبارت «یومئذ» از آشکار شدن اسرار و جدایی خوبی و بدی در روز قیامت خبر می‌دهد که در آن روز تمام انسان‌ها بر اساس عقاید و اعمالی که در دنیا داشته‌اند، جزا داده می‌شوند.
در فضیلت قرائت سوره روایاتی به نقل از بزرگان اهل سنت و شیعه در منابع آمده‌است. از پیامبر اسلام نقل شده‌است که به قرائت‌کننده این سوره به تعداد حاجیان در «مزدلفه» ده حسنه داده می‌شود. بنابه نقلی از جعفر صادق، ششمین امام شیعیان، خواننده این سوره در قیامت با علی بن ابی‌طالب محشور می‌شود و در زمره دوستان او خواهد بود.

## نام‌ها
این سوره با کلمه «عادیات» به معنای «دوندگان» آغاز می‌شود. تنها نامی که برای سوره در منابع از آن یاد شده، «عادیات» است. نام این سوره به شکل «وَ العادیات» — همراه با واو — توسط ابن عاشور مفسر سنی و مکارم شیرازی مفسر شیعی مذهب نیز گزارش شده‌است. به گفته راغب اصفهانی لغت‌شناس سنی مذهب، عادیات جمع «عادیة» از ریشه عَدو بر وزن صَبر در ریشه لغوی به معنی گذشتن و جداشدن است. این جدایی اگر در قلب باشد؛ به «عداوت و دشمنی» و اگر در حرکت خارجی باشد به «دویدن» می‌گویند که در اینجا مراد دویدن با سرعت و شتاب است.
بنا به گزارش فرهنگ‌نامه علوم قرآن، علت نام‌گذاری سوره به «عادیات» قسم خداوند در اولین آیه در سوره است. «عادیات» به اسبهای تندرویی گفته می‌شود که در هنگام دویدن صدای همهمه‌شان به گوش می‌رسد. طبق روایات منابع شیعی و سنی؛ خداوند با سوگند به این اسب‌ها — که از سُم آنها با برخورد به سنگ‌های بیابان آتش می‌پرد و همراه با سوارانشان سحرگاهان بر دشمنان حمله می‌کنند — به یکی از جنگ‌های صدر اسلام اشاره می‌کند. بر اساس نظر اکثریت مفسران شیعی، این جنگ، سریه ذات السلاسل عنوان شده‌است.

## محتوا و ساختار

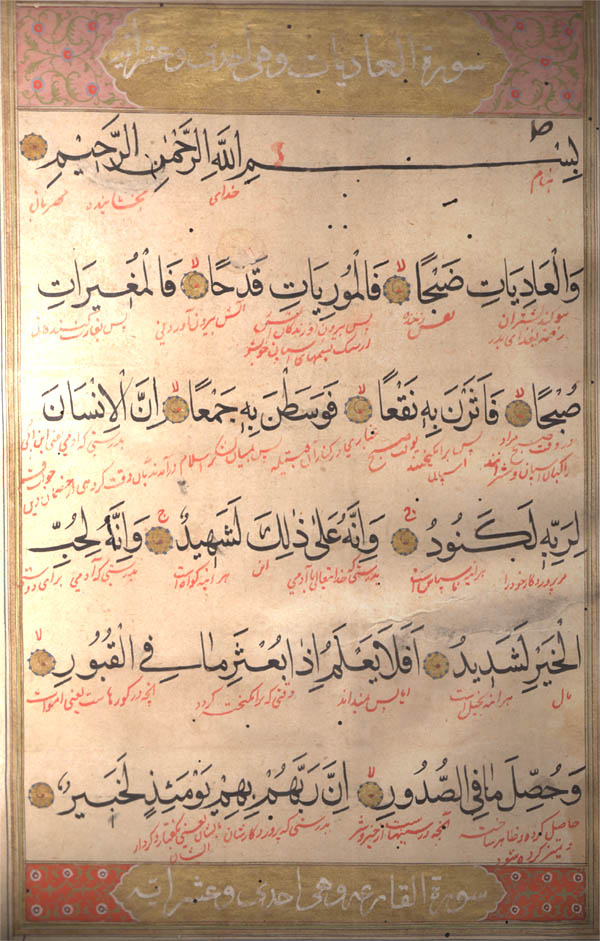
صفحه‌ای از قرآنی قدیمی متعلق به دهه ۱۷۰۰ میلادی که سوره عادیات در آن به خط نسخ، با ترجمه فارسی بین خطی به خط نستعلیق است. عنوان سوره به صورت طلاکوب نوشته شده‌است.

### متن و ترجمه
بنابر گزارش مکارم شیرازی، مفسر شیعی مذهب، متن و ترجمه سوره عادیات به شرح ذیل است:
﴿بِسْمِ اللهِ الرَّحْمٰنِ الرَّحیمِ، وَ الْعادِیاتِ ضَبْحًا﴾ ۱ ﴿فَالْمُورِیاتِ قَدْحًا﴾ ۲ ﴿فَالْمُغیراتِ صُبْحًا﴾ ۳ ﴿فَأَثَرْنَ بِهِ نَقْعًا﴾ ۴ ﴿فَوَسَطْنَ بِهِ جَمْعًا﴾ ۵ ﴿اِنَّ الْانْسانَ لِرَبِّهِ لَکَنُودٌ﴾ ۶ ﴿وَ اِنَّهُ عَلیٰ ذٰلِکَ لَشَهیدٌ﴾ ۷ ﴿وَ اِنَّهُ لِحُبِّ الْخَیْرِ لَشَدیدٌ﴾ ۸ ﴿أَفَلٰا یَعْلَمُ اِذا بُعْثِرَ ما فِی الْقُبُورِ﴾ ۹ ﴿وَ حُصِّلَ ما فِی الصُّدُورِ﴾ ۱۰ ﴿اِنَّ رَبَّهُمْ بِهِمْ یَوْمَئِذٍ لَخَبیرٌ﴾ ۱۱

﴿به نام خداوند بخشنده مهربان، سوگند به اسبان دونده[مجاهدان] در حالی که نفس زنان به پیش می‌تاختند. ﴾ ۱ ﴿و سوگند به افروزندگان جرقه آتش در برخورد سم‌هایشان﴾ ۲ ﴿و سوگند به هجوم آوران در سپیده‌دم ﴾ ۳ ﴿که گرد و غبار به هر سو پراکندند. ﴾ ۴ ﴿و در میان جمع [دشمن] ظاهر شدند﴾ ۵ ﴿که انسان در برابر نعمت‌های پروردگارش بسیار ناسپاس و بخیل است. ﴾ ۶ ﴿و او خود [نیز] بر این گواه است. ﴾ ۷ ﴿و به یقین او علاقه شدید به مال دارد. ﴾ ۸ ﴿آیا نمی‌دانید در آن زمان که تمام کسانی که در قبرها هستند؛ برانگیخته می‌شوند، ﴾ ۹ ﴿و آنچه درون سینه‌هاست آشکار می‌گردد، ﴾ ۱۰ ﴿در آن روز پروردگارشان از آنها کاملاً آگاه است؟! ﴾ ۱۱

### محتوا
سوره عادیات از سوره‌هایی است که با سوگند آغاز می‌شود و از این نظر بیست و دومین سوره قرآن و جزو سوره‌های مفصّل قرآن و از نوع قصار آن به‌شمار می‌آید. تعداد آیات سوره ۱۱ آیه و کلماتش ۴۰ کلمه است. ولی در مورد تعداد حروف سوره اختلاف است. بر طبق گزارش فرهنگ‌نامه علوم قرآن اختلاف در تعداد حروف این سوره بین ۱۶۰ تا ۱۶۹ حرف عنوان شده‌است. بنا بر نظر میبدی از مفسران اهل سنت، هیچ‌کدام یک از آیاتش نسخ نشده‌است.
این سوره آیات تاریخ‌دار و زمان‌دار ندارد و به حادثه خاصی اشاره نکرده‌است. سوره مذکور با گسترش روحیه دنیاپرستی در میان مردم مکه، نازل شده‌است و قرآن با سوگندهای پنج‌گانه، زشتی این صفت را به آنها یادآوری می‌کند و آنها را به عذاب روز رستاخیز هشدار می‌دهد. طبرسی مفسر شیعی، این سوره را از نظر ترتیبی، پیوسته به سوره قبلش — یعنی سوره زلزال — می‌داند و معتقد است در هر دو سوره، سخن از قیامت و پاداش در آخرت است.
هیچ‌گونه تقسیم بندی آیاتی در آن وجود ندارد اما از نظر معنا و مفاهیم این سوره به سه بخش تقسیم می‌شود. بخش اول حاوی پنج قسم متوالی است که هر قسم حاکی از یک ویژگی برای دوندگانی است که در آیه اول آمده‌است. سوگند به اسبان جنگی تیزرو و تجلیل از مقام مجاهدان راه خدا و اشاره به پیروزی علی بن ابی‌طالب در سریه ذات السلاسل از نکات پنج آیه ابتدایی سوره است. در بخش دوم، جواب به این سوگندها که بیانگر ناسپاسی و دلبستگی شدید انسان به دنیاست و در آن به پاره‌ای از ضعف‌های انسان همچون کفر و بخل و دنیاپرستی و ناسپاسی او اشاره می‌شود. بخش سوم و پایانی سوره نیز شامل سه آیه دربارهٔ عالم پس از مرگ و بیان هولناکی آن و رستاخیز مردگان در قیامت است.

### ساختار
سوره عادیات دارای وحدت رویه موضوعی است و آخر آیات آن هماهنگ، هم‌وزن و هم‌قافیه هستند. به لحاظ اسلوب شعری قابل توجه، آهنگین و با وزن مخصوص آمده‌است. قافیه‌های بیانی آن آمیخته با توصیفات حسی است و تصویری از صحنه‌های تکاپو و حرکت را در نظر مجسم می‌کند. از نظر ساختار و ترکیب سوره، آیات آن به شکل (۵ ـ۳ ـ۳) می‌باشد که پنج آیه ابتدایی شامل سوگندهاست و سه آیه بعدی آن به سرزنش انسان و نکوهش اخلاق ناپسند بخل می‌پردازد. سه آیه انتهایی نیز شامل دو پرسش و یک پاسخ بلاغی است.
متن این سوره پیچیده و در عین حال منسجم است. به لحاظ متون و مفاهیم آیات، نزدیک به سوره‌‎های قبل و بعدش — زلزال و قارعه — است که هر سه به وضوح به آخرت شناسی گرایش دارند. با این حال سوره عادیات، به‌طور رسمی به آن اشاره ندارد و به گونه‌ای رمزآلود و با مجموعه سوگندهای مرموز و سربسته به این موضوع نزدیک می‌گردد.

## شأن، تاریخ و محل نزول

### محل نزول
بنابر گزارش هادی معرفت از قرآن‌پژوهان شیعی، عادیات در ترتیب نزول سوره‌های قرآن، چهاردهمین سوره و در ترتیب کنونی مصحف عثمانی، یکصدمین سوره است. بنابر گزارش تفاسیر اسلامی، این سوره پیش از سوره کوثر و پس از سوره عصر بر محمد نازل شده‌است. از ویژگی‌های این سوره، نزول تمام آیات آن به یکباره عنوان و از سوره‌های جمعی النزول محسوب شده‌است. منابع در مکی یا مدنی بودن سوره دچار اختلاف هستند. بر اساس غالب منابع شیعی و با توجه به آیات آغازین سوره، عادیات در مدینه و در پی یکی از جنگ‌های صدر اسلام — بر اساس روایاتی، سریه ذات السلاسل در هشتم هجری — نازل شده‌است. اما در اکثر اقوال اهل سنت از مکی بودن سوره حکایت شده‌است. از این میان مفسرانی سنی مذهب، افرادی چون ماتریدی، ثعلبی، واحدی، بغوی، زمخشری، فخر رازی و ثعالبی به مکی بودن سوره تصریح دارند. قرطبی، آلوسی و ابن عاشور از میان مفسران اهل سنت، نیز در گزارش نزول سوره عادیات، فقط به بیان هر دو احتمال پرداخته‌اند و هیچ‌کدام را بر دیگری ترجیح نداده‌اند. قرطبی مفسر سنی مذهب، از قول ابن‌عباس، انس، مالک و قتاده به مدنی بودن سوره اشاره دارد. فخر رازی در تفسیرش گزارش‌هایی را از اختلاف مدنی و مکی بودن سوره آورده‌است. او در گزارش خود به نقل روایاتی که شأن نزول سوره را ناظر به مسئله جهاد عنوان کرده‌اند، نیز پرداخته‌است. البته در یک نگاه کلی، مضمون بیشترین روایاتی که به مکی بودن سوره پرداخته‌اند، به مکان نزول سوره در مکه و ترتیب نزول آن در میان سوره‌های عصر و کوثر اشاره دارند.
شیخ طوسی در التبیان و مشهدی در کنز الدقائق از عالمان شیعی مذهب، به نقل بدون ترجیح هر دو احتمال پرداخته‌اند. طبرسی از مفسران شیعه، نیز مدنی بودن را مرجح دانسته ولی مکی بودنش را هم نفی نکرده‌است. گروه سوم که عقیده اکثر مفسران شیعی است؛ به هیچ عنوان مکی بودن آن را نپذیرفته و دلایلی را برای نظرشان اقامه کرده‌اند. مفاهیم موجود در سوگندها که به میدان جهاد، اسبان و مردان جنگی و حمله بر دشمنان اشاره دارد، از مهم‌ترین دلایل این گروه مفسران است. طباطبایی از مفسران معاصر شیعی، در تأیید این نظریه آورده‌است: «از آنجا که جنگ‌ها و غزوه‌های مسلمانان در مدینه واقع شده و اصولاً مسئله جهاد بعد از هجرت در مدینه تشریع شد، تردیدی نیست که سوره عادیات مدنی است.» این سوره به جهت کوتاهی آیات، داشتن قسم‌های بسیار و کثرت فواصل، وزن و سجع نیرومند به اسلوب سوره‌های مکی نزدیک‌تر و احتمال مکی بودنش بیشتر است. همچنین از نظر موضوعی نیز به خاطر آمدن اصول اعتقادی مانند توحید و معاد، دعوت به رعایت اصول اخلاقی و سخن از عادات و رسوم جاهلیت به سور مکی قرآن شباهت بیشتری دارد.

### تاریخ و سبب نزول
بیشتر مفسران اهل سنت از جمله ماتریدی که این سوره را مکی می‌دانند؛ به قول علی بن ابی‌طالب و عبدالله بن مسعود که منظور از عادیات را شتر و در مراسم حج گفته‌اند، استناد کرده‌اند. ثعلبی با تصریح به مکی بودن، عادیات را به معنای اسبان جنگی نیز گزارش کرده‌است اما هیچ‌یک از آنها را مربوط به مدینه نمی‌داند و در پایان نیز به نقل از علی بن ابی‌طالب، ابن مسعود، محمد بن عمیر، محمد بن کعب و سدی عادیات را به معنای شتر عنوان کرده‌است. در بررسی روایاتی که سبب (شأن) نزول سوره عادیات را درمدینه ذکر کرده‌اند، سیوطی از مفسران اهل سنت، با اشاره به روایتی از قتاده و مقاتل، مدنی بودن سوره را گزارش می‌کند. در مضمون روایت مقاتل چنین آمده‌است: «پیامبر در سریه‌ای گروهی را به سرکردگی منذر بن عمرو به سوی طایفه‌ای از کنانه فرستاد. منافقان گفتند: همگی کشته شده‌اند. خداوند با نزول سوره عادیات، پیامبر را از حال آنها باخبر ساخت.»
در روایت دیگر شأن نزول، ابن‌عباس از اعزام شدن سپاه برای سریه‌ای خبر داده‌است ولی در آن به نام آن سریه و فرمانده‌اش اشاره‌ای نیست. در این روایت نیز بعد از مدتی که پیامبر و مسلمانان از حال سپاهیان خبری نداشتند، با نزول سوره از زنده بودن آنها مطلع می‌شوند. سومین روایت شأن نزول سوره عادیات روایتی است که به شرح سریه ذات السلاسل و پیروزی سپاه مسلمانان به فرماندهی علی پرداخته‌است. در این خصوص مکارم شیرازی مفسر شیعی مذهب، گزارش می‌کند که در سال هشتم هجرت پیامبر اسلام از توطئه دشمنان در سرزمین یابس مطلع می‌شود که با جمع شدن دوازده سوار در آنجا، با هم عهد بستند که محمد و علی را به قتل برسانند و مسلمانان را از بین ببرند. در ابتدا محمد سپاهی را به فرماندهی بعضی از صحابه به آن منطقه می‌فرستد. پس از بازگشت بی‌نتیجه آنان، علی با سپاه دیگری از مهاجر و انصار با شتاب و سرعت حرکت می‌کند. آنان با راه پیمودن در شب، به هنگام صبح به منطقه یابس می‌رسند و دشمن را محاصره می‌کنند. پس از عرضه کردن اسلام و عدم پذیرش از سوی دشمن، جنگ آغاز می‌شود که در این نبرد مخالفان شکست می‌خورند. بعد از کشته شدن عده‌ای از دشمنان، سپاه مسلمانان همراه با غنائم جنگی به سمت مدینه بازمی‌گردند. در حالی که هنوز لشکر مسلمانان به مدینه نرسیده بود، سوره عادیات نازل می‌شود. پیامبر اسلام در نماز صبح، این سوره را می‌خواند که اصحاب بعد از پایان نماز دربارهٔ نزول سوره جدید از محمد سؤال می‌کنند. او در جواب به آنها می‌گوید که جبرئیل هم‌زمان با نزول سوره عادیات، به او خبر داده‌است که علی بر دشمنان پیروز شده‌است. چند روز بعد از این ماجرا علی با غنائم و اسیران به مدینه وارد می‌شود.
با بررسی دقیق‌تری بر روی روایات مربوط به این سوره، علت بروز اختلاف در مکی یا مدنی بودن آن در روایات ترتیب نزول و سبب نزول سوره عنوان شده‌است. روایتی از علی بن ابی‌طالب از طریق سعید بن مسیب، روایت عبدالله بن عباس از عطاء، روایت مجاهد، روایت عکرمه و حسن بصری و روایت محمد بن نعمان از دسته روایاتی هستند که بنا به ترتیب نزول، این سوره را مکی معرفی کرده‌اند. در دو روایت ابن‌عباس از طریق ابو صالح و روایت ضحاک به مدنی بودن سوره عادیات تصریح شده‌است.

## تفسیر

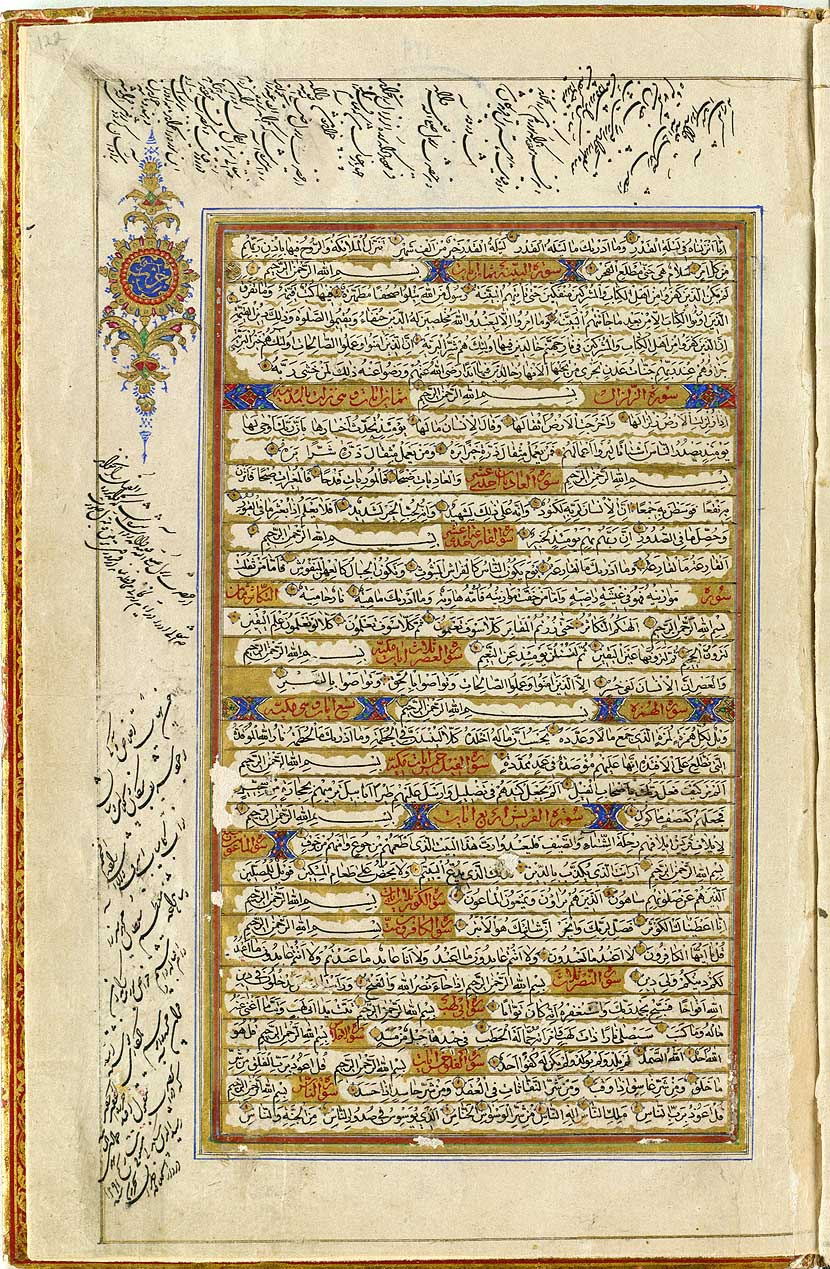
صفحه‌ای از قرآن (متعلق به سال ۱۲۵۳ خورشیدی) که در آن تعدادی از سوره‌ها از جمله سوره عادیات خطاطی شده‌اند.

بنا به گزارش مکارم شیرازی مفسر شیعی، این سوره با پنج سوگند آغاز می‌شود. بر اساس روایاتی که در ذیل این سوره نقل شده‌است، سوگندهایی هستند که به میدان جهاد و جنگ با دشمنان مرتبط است. سوگند به اسبان جنگی و نفس زدن‌های آنها، جرقه‌های آتشینی که از سم اسبان برمی‌خیزد و گرد و غباری که به هنگام هجوم بر دشمن به فضا پخش می‌شود و سوگند به حمله غافلگیرانه بر مخالفان. مکارم معتقد است که از مجموع این سوگندها عظمت و بزرگی جهاد در راه خدا آشکار می‌شود که حتی کوچک‌ترین جزئیات صحنه نبرد در نزد خداوند مهم و ارزشمند است و خداوند در قرآن به آنها سوگند می‌خورد.
پنج سوگند ابتدایی سوره دارای وحدت سیاق و وحدت مصداقند. بنت الشاطی پژوهشگر قرآنی سنی مذهبِ معاصر، در تبیین فضای سوره چنین می‌گوید: «در این سوگندها، صحنه پرهیجان یک هجوم ناگهانی و محاصره دشمن توصیف شده‌است که با غافلگیر شدن انسان با مرگ و رستاخیز دقیقاً تناسب معنایی دارد.» آنگلیکا نویورت قرآن‌پژوه آلمانی، نیز معتقد است که قرآن در سوگندهای این سوره از اشیاء به صراحت نام نمی‌برد بلکه از طریق بیان کیفیت آنها به توصیفشان می‌پردازد. او این روشِ تشریح با کنایه به جای نام بردن مستقیم را از ویژگی‌های شعر کهن عربی می‌داند که در جاهای مختلف قرآن استفاده شده‌است.

### آیه اول
این آیه از دو کلمه «عادیات» و «ضَبح» تشکیل شده‌است: «عادیات» جمع «عادیة» که مصدر آن «عَدو» و به معنی گذشتن و جداشدن است. در اینجا به دویدن با سرعت اشاره دارد. «ضَبح» بر وزن مَدح نیز به معنای صدای نفس‌های تند و سریع اسب است که در هنگام دویدن از او به گوش می‌رسد. به گفته راغب این صدای نفس اسب شبیه و نزدیک «ضُباح» صدای روباه هست. فخر رازی مفسر اهل سنت و طبرسی مفسر شیعی در این باره گفته‌اند که منظور از این صدا شیهه و همهمه نیست و تنها صدای نفس اسب است. با توجه به معنای این دو کلمه، برای این آیه در کتاب‌های تفسیری دو گونه تفسیر ارائه شده‌است. اول اینکه منظور قسم به اسب‌هایی است که به شتاب به سمت میدان نبرد در حرکتند. تفسیر دیگر سوگند به شترانی است که در مراسم حج در مواقف حج به سرعت حرکت می‌کنند.
قرطبی روایتی از ابن‌عباس را دربارهٔ معنای مذکور آورده‌است که روزی او در «حجر اسماعیل» نشسته بود. مردی از معنای آیه «والعادیات ضبحاً» پرسید. ابن‌عباس مراد از آن را اسبانی می‌داند که در راه جهاد حمله می‌کنند و شب‌هنگام به استراحت‌گاه می‌روند و سربازانی که آتش می‌افروزند و برای خود غذا می‌پزند. سپس آن مرد از علی بن ابی‌طالب از تفسیر آیه می‌پرسد. علی هنگامی که متوجه می‌شود که ابن‌عباس آیه را به اسبان تعبیر کرده‌است، او را صدا می‌زند و به او می‌گوید: چرا مردم را به چیزی که نمی‌دانی فتوا می‌دهی؟ اولین غزوه در اسلام، غزوه بدر بود و ما در آن جنگ جز دو اسب بیشتر نداشتیم. بدان که مقصود از «عادیات ضبحاً» شترانی است که از عرفات به مشعر و از مشعر به منا می‌روند. ابن‌عباس با شنیدن این سخن از نظر خویش برمی‌گردد و تفسیر علی بن ابی‌طالب را می‌پذیرد. طباطبایی مفسر معاصر شیعی، در توضیح کلمه «ضبح» می‌آورد که بنابر آنچه در بین اهل لغت معروف است، منظور نفس‌نفس زدن اسبان است، درحالیکه ادعای بعضی بر این است که برای بسیاری از حیوانات دیگر هم به کار می‌رود. صاحب تفسیر المیزان در مورد معنا و مصداق «عادیات» آن را به نقل از مفسران به دو نظر اشاره می‌کند: اول منظور شتران حاجیان است که صاحبان خود را در روز عید قربان از مشعر به منا می‌برند و دوم بعضی هم آن را شتران سربازان در راه خدا دانسته‌اند. اما طباطبایی با توجه به آیات بعدی این دو نظر را درست نمی‌داند و معنای آن را به اسبان مجاهدان راه خدا نزدیک‌تر و مناسب‌تر عنوان می‌کند.
اگرچه در تفاسیر اهل سنت «عادیات» را به شتران حاجیان در مراسم حج معنا کرده‌اند ولی فخر رازی از مفسران آنها، این نظر را رد می‌کند و می‌گوید: «مفهوم واژه «ضَبح» که اشاره به نفس زدن در هنگام دویدن است و تنها برای اسب کاربرد دارد، با مصداق شتر سازگاری ندارد. کاربردش برای شتر استعاری خواهد بود و عدول از حقیقت به مجاز بدون ضرورت جایز نیست. همچنین مخالفت مفهوم «قَدح» با دویدن شتر نیز در اینجا موجود است. چرا که قدح فقط اختصاص به اسب دارد و قدح و جرقه فقط در نعل اسب ظاهر می‌شود؛ نه در سُم شتر.» از نظر مکارم شیرازی مفسر معاصر شیعی، «عادیات» می‌تواند دارای معنای وسیعی باشد که هر دو معنی اسبان سربازان و شتران حاجیان را در بربگیرد. او معتقد است که با توجه به روایت علی بن ابی‌طالب معنای آن تنها به اسبان محدود نمی‌شود و این معنا هم در همه جا درست به‌نظر نمی‌رسد. بلکه مصداق واضح‌تر این کلمه «شتران حجاج» است.
بنابه نظر نویورت قرآن‌پژوه آلمانی، منظور از عادیات — دونده‌های سریع که جرقه‌هایی را به شدت پرتاب می‌کنند— اسب‌هایی هستند که سم‌هایشان با زمین سنگی برخورد می‌کند. او همچنین سوگندهای ابتدایی سوره را یک متن ارجاعی از کتاب عهد جدید مسیحیان معرفی می‌کند و تصویر تمثیلی قرآن از اسب‌هایی که به سرعت نزدیک می‌شوند؛ را همان سواران آخرالزمانی در مکاشفه یوحنا می‌داند. به اعتقاد او، این مجموعه سوگندها که به شکل تابلو و تصویری در چشم خواننده درآمده‌است؛ می‌تواند به پیشگویی و هشدار اشعیای پیامبر در مورد حمله آشور به یهود مربوط باشد. گابریل سعید رینولدز به نقل از محمد اسد اسلام شناس اتریشی، می‌نویسد: «عادیات» نماد انسان‌های خطاکار و یا اشاره به روح انسانی است که از جهات معنوی خالی باشد.

### آیه دوم تا پنجم
سوگندهای چهارگانه بعدی سوره، از نظر معنا و مفهوم در ادامه آیه اول هستند و بنا به تفسیر اکثر مفسران به توصیف کلمه عادیات می‌پردازند. «موریات» جمع اسم فاعل «موریه» است که ریشه آن از «ایراء» به معنای بیرون کردن آتش از سنگ چخماق است. «قَدح» نیز به زدن سنگ یا چوب یا آهن و چخماق به یکدیگر گفته می‌شود که از آن جرقه تولید شود. بنا به گزارش طباطبایی، معنای این آیه که به آیه اول برمی‌گردد، اسبانی است که به هنگام دویدن در زمین سنگ‌زار جرقه‌هایی از برخورد نعل‌هایشان با سنگ زمین بیرون می‌جهد. سپس طباطبایی در معنی «موریات» نظرات فخر رازی مفسر سنی مذهب، را مطرح می‌کند. او موریات را مکر و حیله جنگ‌جویان در میدان جنگ یا اشاره به زبان مردانی می‌داند که با سخنان خود آتش فتنه‌ها را در بین مردم می‌افروزند، اگرچه طباطبایی این اقوال را ضعیف دانسته‌است. رشیدالدین میبدی نیز از مفسران اهل سنت، با آوردن دو قول از مجاهد و عکرمه تفسیر دیگری از این آیه را بیان می‌کند. بنا به گفته او، مجاهد «موریات» را افکار دانشمندانی می‌داند که معانی و مفاهیم کلام را استنباط و روشن می‌کنند و عکرمه نیز آن را به زبان‌هایی که حق را با گفتار خویش آشکار می‌سازند، معنا کرده‌است.
در آیه سوم «مغیرات» از ریشه «اغارة» به معنای هجوم بردن و سرعت سیر است. این کلمه در آیه همراه صبح آمده‌است، یعنی سربازان در شب حرکت می‌کردند و در صبح به دشمن هجوم بردند. غارت و هجوم بر دشمن به هنگام صبح از رسوم اعراب آن زمان بوده و از حمله در شب نهی می‌شده‌است. چنانچه طبرسی مفسر شیعی نیز آورده‌است، رسم عرب بر این بوده‌است که شب نزدیک منطقه دشمن می‌رفتند و کمین می‌کردند تا هنگام صبح بر آنها حمله کنند. مکارم شیرازی از مفسران معاصر شیعی، دو احتمال دیگری را برای کلمه «مغیرات» گزارش کرده‌است. حرکت سریع قبایل و طوایف مهاجم به سمت میدان یا حرکت با شتاب به سوی سرزمین منا که او هر دوی این احتمالات را با آیه اول مغایر می‌داند؛ زیرا این توصیفاتی که در آیات پنجگانه آمده‌اند، توصیف اسب‌ها یا شتران است و نه صاحبان و سواران آنها.
آیات چهارم و پنجم این سوره، صحنه حمله غافلگیرانه سربازان را گزارش می‌کند و گوشه‌ای از آن را به تصویر می‌کشد. قرشی لغت‌شناس شیعی در قاموس قرآن، معنای «اثرن» از ریشه «اثاره» را به حرکت درآوردن و پراکنده‌ساختن آورده‌است و مکارم شیرازی مفسر شیعی، در این باره می‌آورد که چون این فعل با «نقعا» همراه است، پراکندن غبار را می‌رساند. همچنین او در توضیح مرجع ضمیر به‌کار رفته در این آیه می‌نویسد: «ضمیر در «بِه» به دویدن — عَدو — در جمله «و العادیات ضبحا» برمی‌گردد و در اینجا به معنی سببیت است؛ یعنی به دلیل این دویدن گرد و غبار برخاست.» البته بنا به نظر فخر رازی مفسر سنی مذهب، احتمال دارد که به معنای ظرفیت هم باشد. در این حالت اشاره به زمان یا مکانی است که در آن حمله سربازان و جنگ اتفاق افتاده‌است. از این دو احتمال (سببیت و ظرفیت) مکارم شیرازی احتمال اول را صحیح‌تر می‌داند. این مرجع ضمیر و معنی باء در آیه بعدی «فوسطن به جمعاً» هم تکرار می‌شود.
در آیه پنجم فعل «وسطن» از ماده «وسط» بر وزن (فلس) به معنی در میان واقع شدن است. در کتاب قاموس قرآن، به نقل از اقرب الموارد آمده‌است که «وسط القوم و المکان وسطا» در میان قوم یا مکان قرار گرفت. از نکات ادبی قابل توجه در این آیات، استفاده مکرر از فاء در ابتدای آنهاست که نشان‌دهنده پیشرفت حرکت سواران و اثرات متوالی آن است. فخر رازی مفسر اهل سنت، با توجه به دو قول مشهورتری که دربارهٔ این آیات و کلمه «عادیات» گفته شده‌است، قول مقاتل را از نظر ادبی مناسب‌تر دانسته‌است. در این قول، مقاتل عادیات را به عَدو — اسب‌های دونده مجاهدان — تفسیر کرده بود. با این حال احتمالی را که در آن عادیات به شتر معنا شده بود، نیز آورده‌است که در این صورت منظور از «وسطن به جمعاً» جمع شدن حاجیان در منا خواهد بود. بیضاوی مفسر اهل سنت، از قسم‌های پنجگانه سوره، تفسیر و نتیجه متفاوتی با سایر مفسران را بیان می‌کند. او منظور از این سوگندها را به ترتیب آیات، نفوسی می‌داند که می‌توانند کمالات خود را به دیگران منتقل کنند و جرقه‌های دانش را با افکار خود ظاهر سازند. این نفوس مانند سربازان جنگی بر هوا و هوس هجوم می‌برند و شوق و دوستی خداوند را در خود و دیگران پراکنده می‌کنند تا سرانجام در قلب ساکنان علیین جای گیرند.

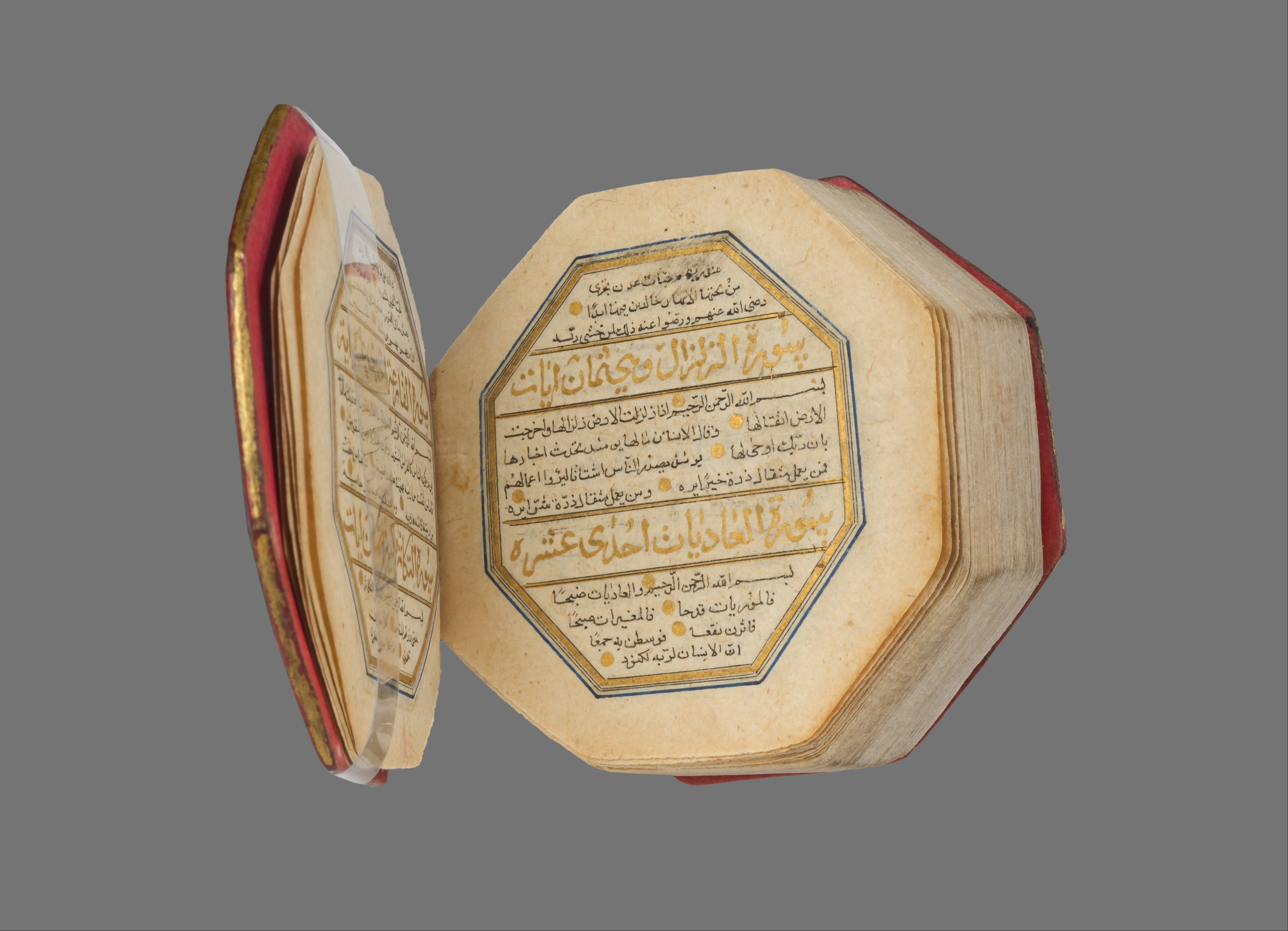
نسخه خطی قرآن شامل سوره عادیات، مربوط به قرن شانزدهم میلادی در ایران

### آیه ششم تا هشتم
طبرسی از مفسران شیعی، به نقل از ابن‌عباس کاتب و مفسر قرآن در صدر اسلام و قتاده و حسن از مفسران اهل سنت آورده‌است که آیه «اِنَّ الاِنسانَ لِرَبّه لَکَنودٌ» جواب قَسَم و «کَنود» به معنی کفران نعمت‌های الهی است. به گزارش او، «کَنود» در زبان مردم کنده و حضرموت «عاصی و گناه‌کار» و در لغت قبایل مضر و ربیعه و قضاعه به معنای «کَفور و ناسپاس» آمده‌است. به گفته قرشی قرآن‌پژوه شیعه در قاموس قرآن، کلمه «کَنود» در عبارت «لِرَبّه لَکَنودٌ» به معنای بسیار ناسپاس و به زمینی که از آن چیزی نمی‌روید، نیز گفته شده‌است. قرطبی مفسر اهل سنت، در کتاب الجامع لاحکام القرآن از پیامبر اسلام روایتی نقل می‌کند که «کَنود» به معنای انسانی است که به تنهایی می‌خورد و نسبت به برده و زیر دستش، بخشش ندارد. طباطبایی مفسر شیعه مذهب، این آیه را نظیر آیه ۶۶ سوره حج می‌داند که از یکی از صفاتی که در وجود انسان قرار دارد، حکایت می‌کند. از نظر طباطبایی، انسان با پیروی از خواسته و هوای نفسش به دنیا و لذت‌های آن دلبسته می‌گردد و در نتیجه از شکر نعمت‌های خدا بازمی‌ماند. به عقیده وی، این آیه کنایه به همان مردمی است که در جنگ ذات السلاسل به محاصره سپاه مسلمانان درآمدند و دعوت به اسلام را نپذیرفتند. به اعتقاد او، کفران نعمت اسلام که از نعمت‌های بزرگ خداوند است، همان کفر این گروه است که در این آیه به آن اشاره شده‌است. قرطبی در تفسیرش، ذیل معنای «کَنود» به قبیله کنانه اشاره می‌کند که آنان به مرد بخیلِ بداخلاق کَنود گفته‌اند و همان معنای کَفور یا بسیار ناسپاس را دارد. همچنین قرطبی «کَنود» را منکر حق و کسی که به آسانی ناسپاسی می‌کند و شاکر نعمت‌های فراوان نیست، می‌داند. به گفته او کَنود را از قَطَعَ به معنای جداشدن هم آورده‌اند، یعنی به‌طوری از شکر کردن بریده و جدا شده‌است که امیدی به وصل شدن و پیوستن در او وجود ندارد. بر اساس گزارش میبدی مفسر سنی مذهب، «کَنود» کسی است که نعمت‌های خدا را در گناهان خرج می‌کند و یکی دیگر از معانی آن را حسودِ کینه‌ای گفته‌است. از نظر نویورت اسلام شناس آلمانی، «کَنود» اشاره به رفتارهای سرسختانه اعراب جاهلی است که در میان آنها به عنوان اخلاق پهلوانی تجلیل می‌شده‌است اما قرآن در اینجا آن را صفتی زشت برای انسان‌ها برمی‌شمارد و نکوهش می‌کند.
فخر رازی دیگر مفسر سنی مذهب، درتفسیر آیه «و انّه علی ذلک لَشهید» دو قول را می‌آورد که در قول اول بازگشت ضمیر «انَّه» را به انسان در آیه قبلش و «ذلک» را آگاهی انسان به نفس و اعمال خود در رستاخیز می‌داند. او با رد این قول، برگشت ضمیر «ه» در «انَّه» را به کلمه الله بهتر و مناسب‌تر دانسته‌است و «ذلک» را به عذاب و کیفر انسان به سبب گناهانش می‌داند. به نظر او از آنجا که خداوند محاسبه‌گر اعمال انسان‌ها در قیامت است، مرجع درست ضمیر در این آیه خداوند خواهد بود. طبرسی در تفسیرش همان دو قولی را که فخر رازی آورده‌است، با این تفاوت که او معنای آیه را در حالت دوم به آگاهی خدا بر کفر انسان‌ها عنوان کرده که طبرسی آن را بنابر نظر ابن‌عباس، قتاده و عطاء گزارش نموده‌است بیان می‌کند.
در تفسیر آیه هشتم «و انّه لحبّ الخیر لشدید» بیضاوی، ثعلبی، فخر رازی و قرطبی از مفسران گذشته، آلوسی و ابن عاشور از مفسران معاصر اهل سنت، «خیر» را به مال تفسیر کرده‌اند. طبرسی، مشهدی، طباطبایی و مکارم شیرازی از میان مفسران شیعه، و نویورت اسلام شناس آلمانی، نیز همین معنا را در تفاسیر خود آورده‌اند.«حبّ الخیر» از نظر میبدی، همان دوست داشتن مال و «شدید» به معنی بخیل است. با توجه به این دو نکته او آیه را اینگونه تفسیر کرده‌است: انسان به خاطر دوستیِ مال است که بخل می‌ورزد. میبدی از قول ابن زید آورده‌است که خداوند مال را خیر نامید، به جهت اینکه مردم آن را خیر و خوبی می‌دانند. هرچند که ممکن است که مال از طریق حرام و راه نادرست به دست بیاید. مشابه این حالت دربارهٔ جهاد است که خدا در قرآن، به زبان مردم آن را سوء نامیده‌است، اگرچه جهاد در پیش خدا فضیلت و خوبی است. به عقیده مکارم شیرازی مفسر شیعی، اطلاق خیر بر مال به این جهت است که مال و ثروت به خودی خود چیز خوبی است و می‌تواند منشأ خیرات و نیکی‌هایی فراوان دیگر باشد، ولی انسان بخیل و ناسپاس از مال برای رسیدن به خواسته‌های نفسانی خویش استفاده می‌کند و آن را از هدف اصلیش دور می‌سازد. قرشی در قاموس قرآن مراد از «الخیر» را علاوه بر مال کثیر، داشتن اسبان فراوان گزارش کرده‌است. چنانچه که در آیه ۳۲ سوره ص به این معنا آمده‌است. در نقل روایتی از پیامبر اسلام که طبرسی آورده‌است، زیاد شدن اسبان را سبب زیاد شدن خیر برای انسان می‌داند. پس اشاره به اسب در این آیه هم می‌تواند اشاره به فرهنگ جاهلی مردم زمان پیامبر و جایگاه اسب در زندگی آنها باشد و اهمیت آن را در نزد آنان نشان بدهد. همچنین می‌توان گفت در حقیقت خدا می‌خواهد به خاطر گسترش روحیه دنیا طلبی و مال‌پرستی مردم مکه، با نزول این آیات آنها را از این صفات نکوهیده و سبک زندگی ناپسند بازدارد و هشدار دهد. نظر طباطبایی مفسر معاصر شیعی، در مورد ضمایر تکراری «لربّه، انّه و انّه» در سه آیه ششم و هفتم و هشتم این است که از سیاق آنها می‌توان گفت: این ضمایر به انسان برمی‌گردد و اینکه انسان علیه خودش شاهد است به این معناست که انسان ناسپاس به نعمت‌های پروردگار در قیامت بر خود شاهد و گواه است. او این آیه را هم معنای آیه ۱۴ سوره قیامت می‌داند.

### آیه نهم تا یازدهم
«بعثر» از ماده «بعثرة» در اصل به معنی زیر و رو کردن، بیرون آوردن و خارج کردن آمده‌است که راغب اصفهانی لغت‌شناس سنی مذهب، احتمال می‌دهد که این کلمه مرکب باشد از بعث و اثیر (هر دو به صیغه مجهول) یعنی برانگیخته و پراکنده شد. به عقیده نویورت پراکندگی مورد اشاره در این آیه در حال ارائه تصویری مخالف با تصاویر قبلی است که به انباشت و جمع‌آوری اموال و کالاها اشاره می‌کرد. طباطبایی مفسر شیعی، در تفسیر آیه نهم، جمله «افلا یعلم» را جمله استفهام انکاری می‌داند که مفعول آن جمله محذوفی است که از سیاق کلام فهمیده می‌شود. بنا به نظر او، از کلمه «اذا بعثر» مطلب جدیدی شروع می‌شود تا انکار جمله قبل را تأکید کند و منظور از «ما فی القبور» بدن‌های انسان‌ها در قبر است که اشاره به معاد جسمانی دارد. از نظر مکارم شیرازی دیگر مفسر شیعی، تعبیر به «ما فی القبور» — با توجه به اینکه «ما» برای غیر صاحبان شعور استعمال می‌شود — یا به این خاطر است که هنوز مردگان در خاکند یا به خاطر ابهامی است که بر آنها حاکم است و معلوم نیست که داخل قبرها چه کسانی هستند؟
بر طبق گفته راغب اصفهانی، «حُصّل» از ماده «تحصیل» در اصل به معنی بیرون آوردن مغز از پوست است و سپس در معنای مطلق استخراج و جداکردن به‌کار رفته‌است. بنا به نظر طبرسی و طباطبایی از مفسران شیعی، در اینجا منظور جداسازی خوبی و بدی است که در سینه‌ها پنهان بوده‌است و شامل ایمان و کفر یا صفات نیکو و زشت یا نیت‌های خوب و بد است که در روز قیامت از یکدیگر جدا و آشکار می‌شوند. سپس بر اساس این جداسازی‌ها پاداش و کیفر انسان‌ها داده می‌شود. سید حسین نصر، از پژوهشگران شیعی معاصر، نیز روز قیامت را روز جدایی نیکی‌ها از بدی‌ها می‌داند و معتقد است که حقیقت همه اعمال و دل‌ها در آن روز معلوم خواهد شد. فخر رازی از دانشمندان اهل سنت و مکارم شیرازی و نصر از مفسران شیعی، این آیه را با آیه نهم سوره طارق هم معنا و مشابه می‌دانند. «صدر» در لغت عرب به معنای قلب انسان که محل عواطف و افکار اوست و همچنین از آن به جایگاه اعتقاد و کفر نیز تعبیر شده‌است. «حصّل» نیز معمولا به معنی جمع‌آوری و سودآوری انسان از انباشتن اموال است اما در اینجا به خاطر همراهی با کلمه «صدر» اشاره به این مطلب دارد که خداوند در روز قیامت اسرار قلب‌ها و سینه‌های مردم را جمع‌آوری و آشکار می‌سازد. لذا به لحاظ مفاهیم معاد شناسی نظام ارزش‌های دنیایی معکوس شده و این خیر — مال — دیگر خوبی و خیر نیست؛ بلکه همان دارایی‌های منفی انسان و رفتارهای نادرست اوست که در دلش نهفته بوده و اکنون در جمع ظاهر شده‌است. در این آیه تضاد دیگری نیز وجود دارد که عبارت است از علم خدا به عنوان داور و قاضی روز قیامت و غفلت انسان‌ها از عواقب و نتایج اعمالشان است که در این روز به آن آگاه می‌شوند.
بر اساس گزارش طبرسی، تأکید بر عبارت «یومئذ» در آیه پایانی، با اینکه خدا همیشه از اعمال و نیت‌های مخفی انسان‌ها آگاه و باخبر است؛ به این دلیل است که آن روز؛ روزی است که حسابرسی از اعمال واقع می‌شود و انسان‌ها بر اساس اعمال و عقایدشان پاداش می‌گیرند یا کیفر می‌بینند. این تعبیر نظیر این جمله است که به زودی عملت را به تو نشان می‌دهم درحالیکه همین امروز این عمل معلوم است ولی مراد از این جمله آن است که نتیجه آن کار را در آن وقت به تو خواهم داد. بنابر عقیده مکارم شیرازی، این عبارت هشداری برای انسان‌هاست که اگر ایمان راستین داشته باشند، این فاش شدن اسرار و آشکار شدن درون‌ها در قیامت مانع محکمی میان انسان و گناهان در دنیا ایجاد می‌کند و اثر تربیتی بالایی بر او دارد. به گزارش نصر، همان‌طور که ده‌ها آیه از قرآن گواهی می‌دهند که خداوند همیشه از کارهای انسان‌ها آگاه است، اشاره خاص این آیه به این ویژگی او در روز قیامت، به عنوان نشانه‌ای است بر اینکه انسان‌ها خود به حقیقتِ آگاهی و اطلاع همیشگی خداوند بینا و هشیار گردند. لذا دیگر نمی‌توانند خویش را فریب دهند یا اهدافی را که در پس اعمالشان نهفته است، انکار کنند. تا جایی که حتی کافران شهادت می‌دهند که سزاوار آتش جهنم هستند.
از نکات با اهمیت سوره اشاره به ارتباط مفاهیم و مضمون آیات ابتدا و انتهایی سوره است که عایشه بنت الشاطی در تفسیر خود، فضای نزول سوره را چنین توصیف می‌کند: «سوره با بیان یک حمله سریع و ناگهانی شروع می‌شود تا نظرها را به پراکندگی، تحیر و سردرگمی‌هایی جلب کند که در پی حوادث ناشی از غارت‌گری‌هایی ناگهانی به وجود می‌آید که در آن زمانه مرسوم و معمول بوده‌است.» از نظر بنت الشاطی در این سوره سخنی از جهاد نیست بلکه صحبت از جنگی است که به‌طور ناگهانی و غافلگیرانه بوده‌است. به عقیده وی هدف قرآن از بیان و توصیف این جنگ هشدار به مردم است که نسبت به معاد و قیامت غافل و بی‌خبر نباشند. به عبارت دیگر همچنان‌که جنگ به یکباره شروع می‌شود، قیامت نیز ناگهان برپا می‌شود که موضوع مورد اشاره آیات پایانی سوره است. براین اساس نویورت قرآن پژوه آلمانی، برخاستن مردگان از قبرها را همانند حمله‌ای می‌داند که همه چیز را زیر و رو می‌کند. به نظر او توصیفات این حمله در آیات قبلی بیان شده بود که اکنون با بیرون آمدن مردگان از قبرها و آشکار شدن اسرار نهانی دل‌ها نشان داده می‌شود. سوره عادیات با ادعای علم الهی در برابر نادانی و ناتوانی اراده بشر به پایان می‌رسد.

## فضیلت سوره
بنا به گزارش طبرسی مفسر شیعی، در فضیلت تلاوت این سوره از پیامبر اسلام آمده‌است که: «هر کس آن را تلاوت کند به عدد هر یک از حاجیانی که — شب عید قربان — در «مزدلفه» توقف می‌کنند و در آنجا حضور دارند، ده حسنه به او داده می‌شود.» مکارم شیرازی دیگر مفسر شیعی، در تفسیر نمونه روایتی را از جعفر صادق به این مضمون آورده‌است که «هر کس سوره والعادیات را بخواند و بر آن مداومت کند، خداوند روز قیامت او را با علی بن ابی‌طالب محشور می‌کند و در جمع او و میان دوستان او خواهد بود.» همچنین سیوطی از دانشمندان اهل سنت، مضمون روایتی را در فضیلت سوره آورده که در این روایت ابن‌عباس از پیامبر اسلام نقل کرده‌است: «سوره‌های زلزال و عادیات معادل نصف قرآن و سوره توحید ثلث قرآن و سوره کافرون ربع قرآن هستند.»

## تجزیه و ترکیب
| شماره آیه | متن آیه                                   | تجزیه و ترکیب |
| ۱         | ﴿بِسْمِ اللهِ الرَّحْمٰنِ الرَّحیمِ، وَ الْعادِیاتِ ضَبْحًا﴾ | بِسْمِ جار و مجرور؛ اللهِ مضاف الیه؛ الرَّحْمٰنِ نعت برای الله؛ الرَّحیمِ نعت برای الله؛ وَ واو قسم، حرف جر؛ الْعادِیاتِ اسم فاعل و مجرور؛ ضَبْحًا مصدر، مفعول مطلق و منصوب. |
| ۲         | ﴿فَالْمُورِیاتِ قَدْحًا﴾                          | فَ حرف عطف؛ المُورِیاتِ اسم فاعل، مجرور و معطوف به ماقبل؛ قَدْحًا حال و منصوب.                                                                                   |
| ۳         | ﴿فَالْمُغیراتِ صُبْحًا﴾                          | فَ حرف عطف؛ المُغیراتِ اسم فاعل، مجرور و معطوف به ماقبل؛ صُبْحًا ظرف و منصوب.                                                                                   |
| ۴         | ﴿فَأَثَرْنَ بِهِ نَقْعًا﴾                           | فَ حرف عطف؛ أثَرْنَ فعل ماضی و فاعل ضمیر بارز نَ؛ بِهِ جار و مجرور؛ نَقْعًا مفعول به و منصوب.                                                                       |
| ۵         | ﴿فَوَسَطْنَ بِهِ جَمْعًا﴾                           | فَ حرف عطف؛ وَسَطْنَ فعل ماضی و فاعل ضمیر بارز نَ؛ بِهِ جار و مجرور؛ جَمْعًا مفعول به و منصوب.                                                                       |
| ۶         | ﴿اِنَّ الْاِنْسانَ لِرَبِّهِ لَکَنُودٌ﴾                   | اِنَّ حرف مشبهة بالفعل؛ الْاِنْسانَ اسم انّ و منصوب؛ لِرَبِّ جار و مجرور؛ هِ مضاف الیه؛ لَ حرف ابتداییه؛ کَنُودٌ خبر انّ و مرفوع.                                           |
| ۷         | ﴿وَ اِنَّهُ عَلیٰ ذٰلِکَ لَشَهیدٌ﴾                     | وَ حرف عطف؛ اِنَّ حرف مشبهة بالفعل؛ هُ اسم انّ؛ عَلیٰ ذٰلِکَ جار و مجرور؛ لَ حرف ابتداییه؛ شَهیدٌ خبر انّ و مرفوع.                                                       |
| ۸         | ﴿وَ اِنَّهُ لِحُبِّ الْخَیْرِ لَشَدیدٌ﴾                   | وَ حرف عطف؛ اِنَّ حرف مشبهة بالفعل؛ هُ اسم انّ؛ لِحُبِّ جار و جرور؛ الْخَیْرِ مضاف الیه؛لَ حرف ابتداییه؛ شَدیدٌ خبر انّ و مرفوع.                                            |
| ۹         | ﴿أَفَلٰا یَعْلَمُ اِذا بُعْثِرَ ما فِی الْقُبُورِ﴾         | أَ حرف استفهام انکاری؛ فَ حرف عطف؛ لا حرف نفی؛ یَعْلَمُ فعل مضارع و فاعل ضمیر مستتر هُوَ؛ اِذا ظرف؛ بُعْثِرَ فعل ماضی مجهول؛ ما نائب فاعل؛ فِی الْقُبُوِرِ جار و مجرور.      |
| ۱۰        | ﴿وَ حُصِّلَ ما فِی الصُّدُورِ﴾                      | وَ حرف عطف؛ حُصِّلَ فعل ماضی مجهول؛ ما نائب فاعل؛ فِی الصُّدُورِ جار و مجرور.                                                                                       |
| ۱۱        | ﴿اِنَّ رَبَّهُمْ بِهِمْ یَوْمَئِذٍ لَخَبیرٌ﴾                 | اِنَّ حرف مشبهة بالفعل؛ رَبَّ اسم انّ و منصوب؛ هُمْ مضاف الیه؛ بِهِمْ جار و مجرور؛ یَوْمَئِذٍ ظرف؛ لَ حرف ابتداییه؛ خَبیرٌ خبر انّ و مرفوع.                                    |

## یادداشت
1. ↑  آیه ۶۶ سوره حج: «اِنَّ الاِنسانَ لَکَفورٌ»

ترجمه: «به یقین انسان بسیار ناسپاس است.»
2. ↑  آیه ۳۲ سوره ص: «فَقالَ اِنّی اَحبَبتُ حُبَّ الخَیرَ عَن ذِکرِ رَبّی حَتّی تَوارَت بِالحِجابِ»

ترجمه: «گفت: من این اسبان را به‌خاطر پروردگارم دوست دارم [و می‌خواهم از آنها در جهاد استفاده کنم. او به آنها نگاه می‌کرد] تا از دیدگانش پنهان شدند.
3. ↑  آیه ۱۴ سوره قیامت: «بَلِ الاِنسانُ عَلی نَفسِهِ بَصیرَةٌ»

ترجمه: «بلکه انسان از وضع خویش آگاه است.»
4. ↑  آیه ۹ سوره طارق: «یَومَ تُبلَی السَّرائِرُ»

ترجمه: «در آن روز اسرار نهان [انسان] آشکار می‌شود.»